# Kromosom 11
Kromosom 11 är ett av de 23 kromosomparen hos människor. Människor har normalt två kopior av detta kromosom. Kromosom 11 sträcker sig över cirka 135 miljoner baspar (byggmaterialet för DNA), och representerar mellan 4 och 4,5 procent av det totala DNA:t i cellerna. Kromosom 11 har 1335 proteinkodande gener.

## Sjukdomar och tillstånd som är associerade med förändringar i kromosom 11:[2]
Beckwith-Wiedemann syndrom:
   - Orsakas av avvikande reglering av gener på den korta (p) armen av kromosom 11, särskilt i området 11p15.5. Det inkluderar överväxt och ökad risk för vissa tumörer.
Emanuel syndrom:
   - Orsakas av extra genetiskt material från både kromosom 11 och kromosom 22 i varje cell. Det leder till intellektuell funktionsnedsättning och medfödda defekter.
Ewing sarkom:
   - En translokation mellan kromosom 11 och kromosom 22 orsakar Ewing sarkom, en cancerous tumör som utvecklas i ben eller mjukt vävnad.
Jacobsen syndrom:
   - Också känt som 11q terminal deletion disorder, det orsakas av en deletion av genetiskt material på slutet av den långa (q) armen av kromosom 11. Det kan påverka olika delar av kroppen.
Neuroblastom:
   - Cirka 35 procent av personer med neuroblastom har en deletion av genetiskt material på den långa (q) armen av kromosom 11 (11q23). Det är associerat med en allvarligare form av neuroblastom.
Potocki-Shaffer syndrom:
   - Orsakas av deletion av ett segment av den korta (p) armen av kromosom 11. Det inkluderar defekter i skallen, icke-cancerösa ben-tumörer och intellektuell funktionsnedsättning.
Russell-Silver syndrom:
   - Associerat med förändringar i generna i regionen 11p15.5 på kromosom 11. Det resulterar i tillväxthämning och korta statur.
WAGR syndrom:
   - Orsakas av en deletion på den korta (p) armen av kromosom 11 (11p13). Det inkluderar Wilms tumör, aniridi, genitourinära anomalier och utvecklingsfördröjningar.
Ytterligare förändringar i antalet eller strukturen av kromosom 11 kan ge upphov till olika konsekvenser
Intellektuell funktionsnedsättning, fördröjd utveckling, långsam tillväxt, särpräglade ansiktsdrag och svag muskelton (hypotoni). Dessa genetiska variationer kan inkludera en extra segment av kromosom 11 i varje cell (partiell trisomi 11), en bristande del av kromosomen i varje cell (partiell monosomi 11) och en rund struktur känd som en ringkromosom 11. Ringkromosomer uppstår när en kromosom bryts i två platser, och ändarna på kromosomarmarna förenas för att bilda en cirkulär struktur.
Cancer
Förändringar i kromosom 11 har även kopplats till olika typer av cancer. Dessa kromosomala avvikelser, som benämns somatiska förändringar, uppstår under en individs livstid och är närvarande endast i specifika celler. I vissa fall har translokationer av genetiskt material mellan kromosom 11 och andra kromosomer identifierats i samband med cancer i blodbildande celler (leukemier) och cancer i celler i immunsystemet (lymfom).